# Kuuk (Victoria-Insel)
Der Kuuk ist ein 122 km langer Zufluss des Amundsen-Golfs auf Victoria Island in den Nordwest-Territorien im Norden Kanadas. Zwischen 1952 und 2006 hieß der Fluss offiziell „Kuuk River“. Es handelt sich um einen Begriff aus dem westkanadischen Inuinnaqtun-Dialekt der Inuktitut-Sprache mit der Bedeutung „Fluss“.

## Flusslauf
Der Kuuk entsteht am Zusammenfluss zweier namenloser Quellflüsse auf einer Höhe von etwa 250 m. Die Quellregion liegt auf der zentralen Hochfläche von Victoria Island. Der Kuuk durchquert eine menschenleere Tundralandschaft. Er fließt anfangs 55 km in überwiegend westsüdwestlicher Richtung und erreicht das Ostufer des Sees Tahiryuaq (vormals Tahiryuak Lake). Diesen verlässt er an dessen Südwestufer und fließt anschließend noch 49 Kilometer in Richtung Südsüdwest, bevor er in den Prinz-Albert-Sund mündet, eine Bucht an der Westküste von Victoria Island, die sich zum Amundsen-Golf hin öffnet. Die Mündung befindet sich 190 km östlich der Siedlung Ulukhaktok. Das Einzugsgebiet des Kuuk umfasst etwa 2100 km².